# Опасный соблазн
«Опасный соблазн» (англ. Fatale) — американский триллер, снятый Деоном Тейлором по сценарию Дэвида Локери. В главных ролях: Хилари Суэнк, Майкл Или, Майк Колтер и Джеффри Оуэнс.

## Сюжет
Идеальная жизнь успешного спортивного агента летит к чертям, когда загадочная девушка-детектив впутывает его в опасное расследование убийства. Одна страстная ночь с ней меняет его жизнь навсегда.

## В ролях
- Хилари Суэнк — детектив Валери Куинлэн
- Майкл Или — Деррик Тайлер
- Майк Колтер — Рейф Граймс
- Джеффри Оуэнс — Билл Cranepool
- Дамарис Льюис — Трейси Тайлер
- Дэнни Пино — Картер Хейвуд
- Дэвид Хофлин — офицер Лоу
- Сэм Дэйли — офицер Столлман
- Тайрин Тёрнер — Тайрин Абенати
- Кали Хоук — Микаэла
- Иэн Стэнли — First Officer

## Производство
В августе 2018 года Хилари Суэнк присоединилась к актёрскому составу фильма, а Деон Тейлор выступил режиссёром по сценарию Дэвида Локери. В сентябре 2018 года Майкл Или, Майк Колтер, Дамарис Льюис, Тайрин Тёрнер и Джеффри Оуэнс присоединились к актёрскому составу фильма.

### Съёмки
Съёмочный период начался в Лос-Анджелесе в сентябре 2018 года.

## Выпуск
В августе 2019 года Lionsgate приобрела права на дистрибуцию фильма. Изначально планировалось выпустить фильм 19 июня 2020 года, но релиз был отложен из-за пандемии COVID-19. Премьера фильма состоялась 18 декабря 2020 года в США.